# Liste des parcs d'État du Texas

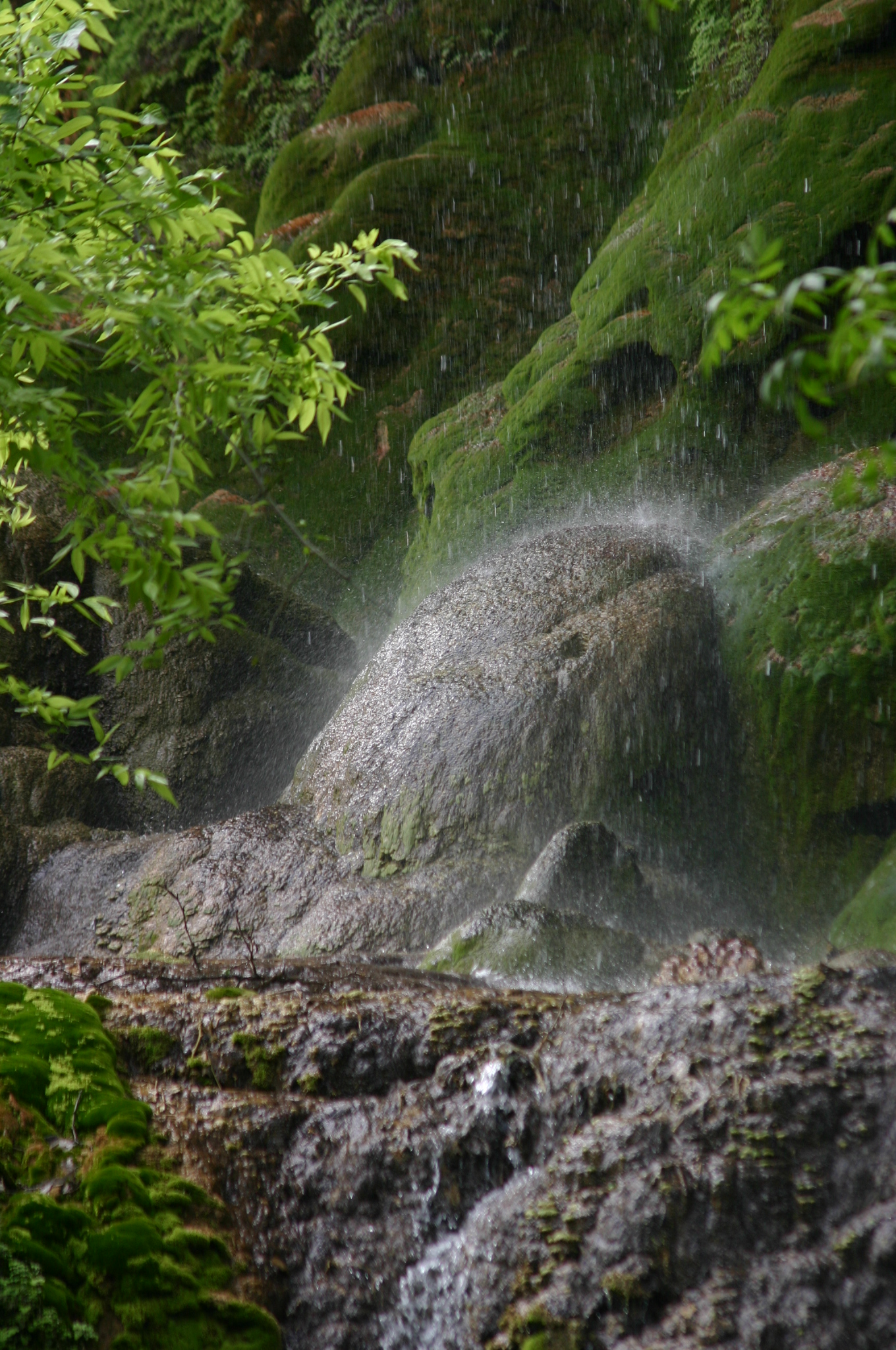
Colorado Bend

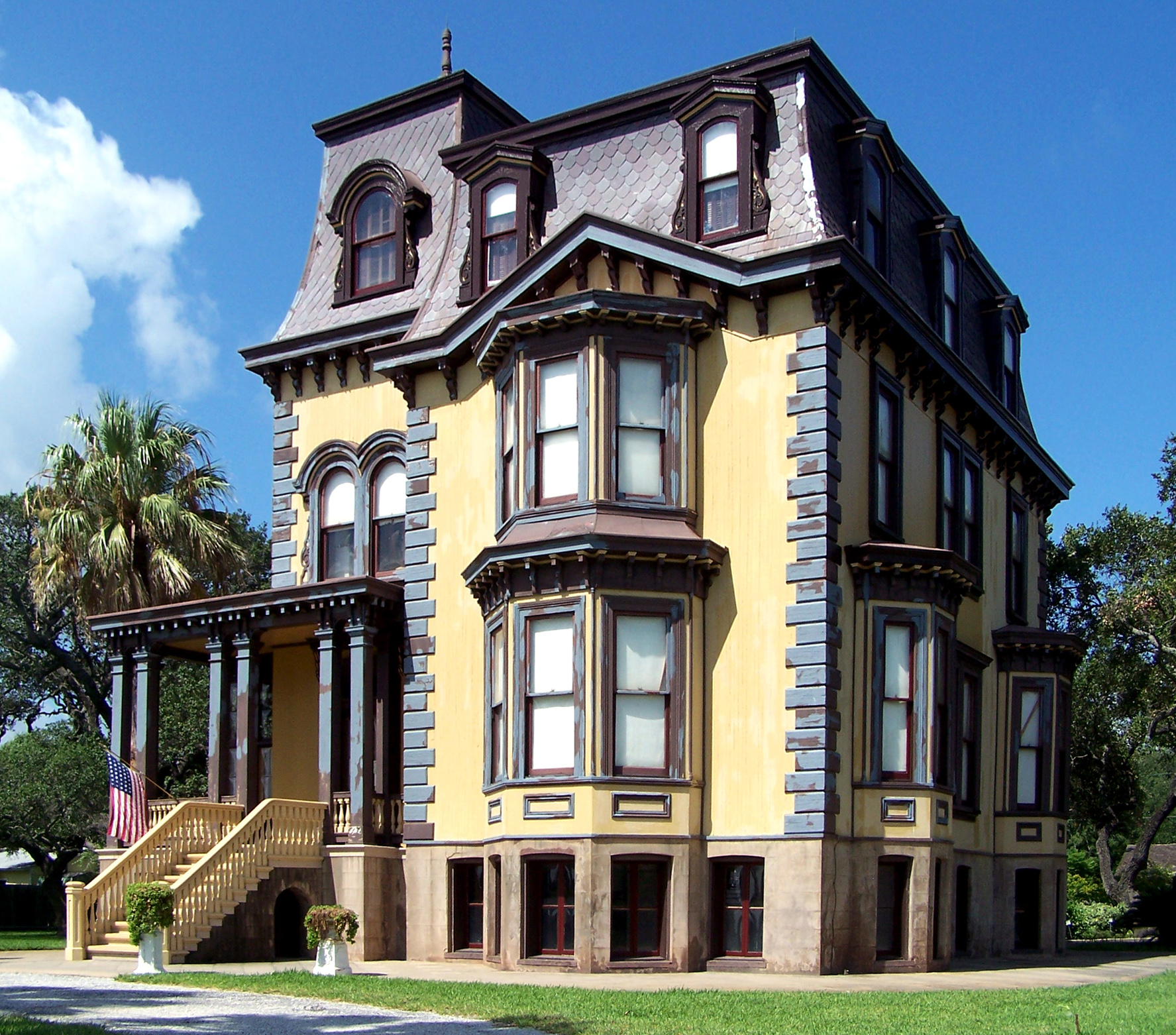
Fulton Mansion

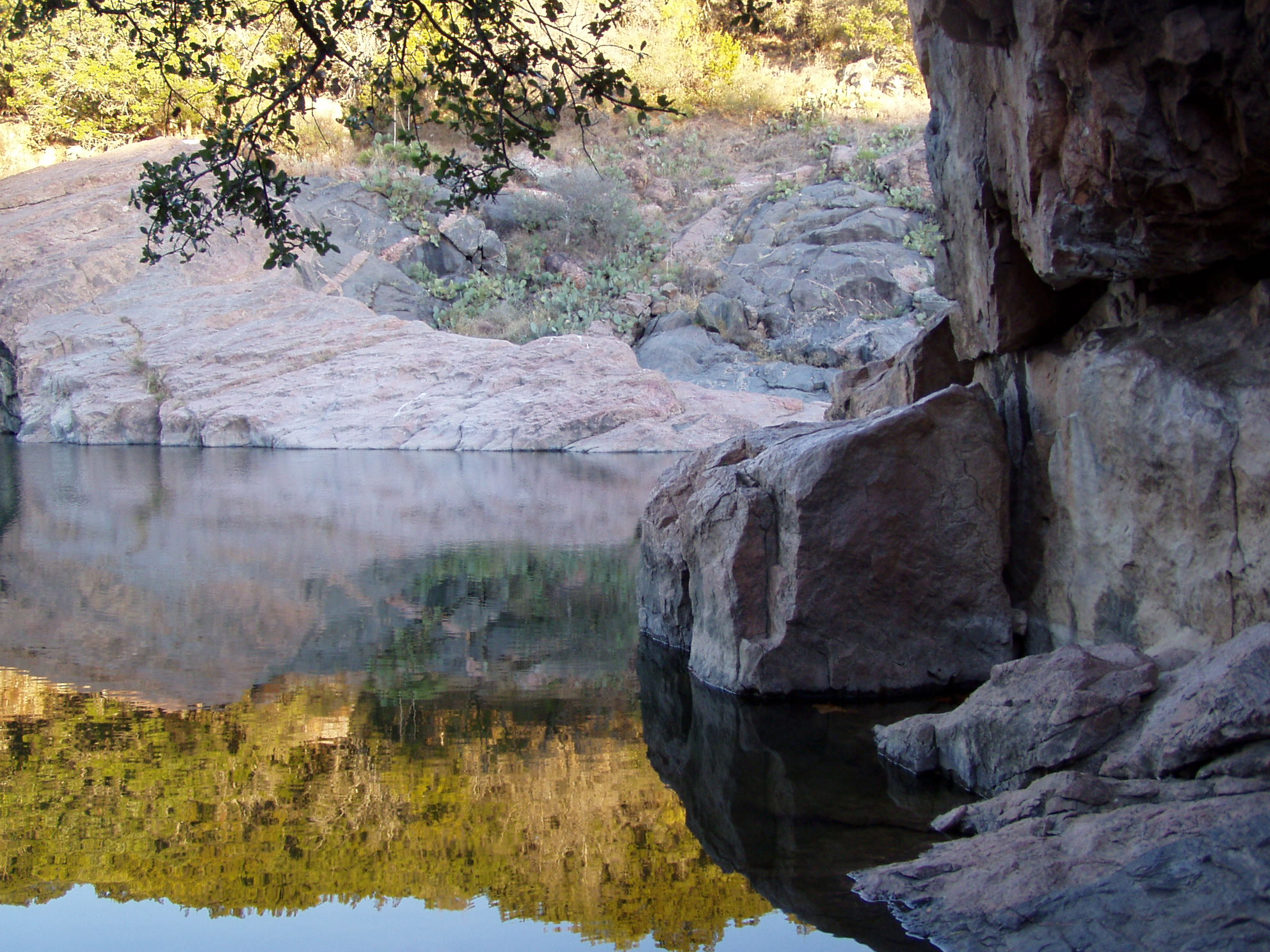
Inks Lake

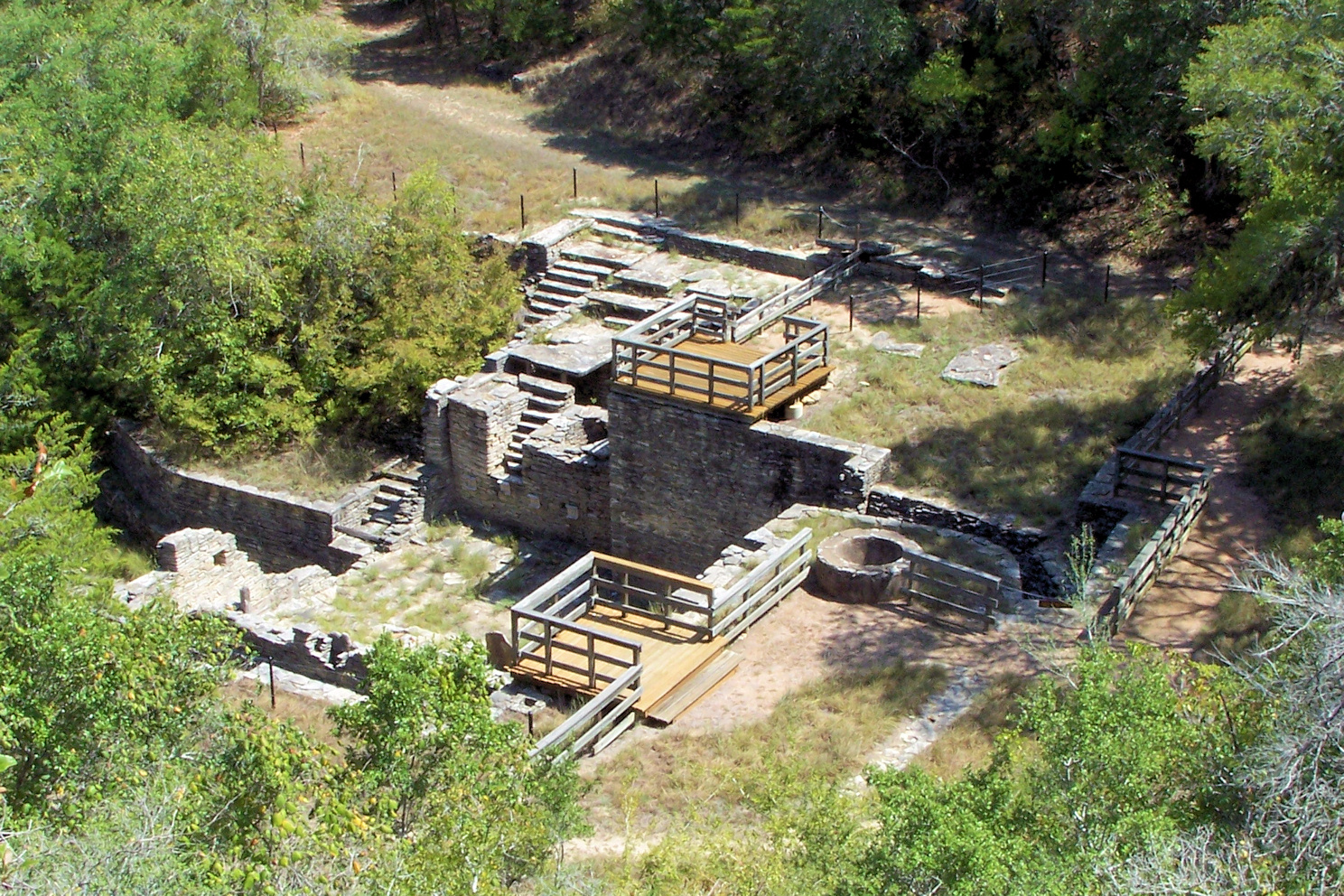
Monument Hill and Kreische Brewery

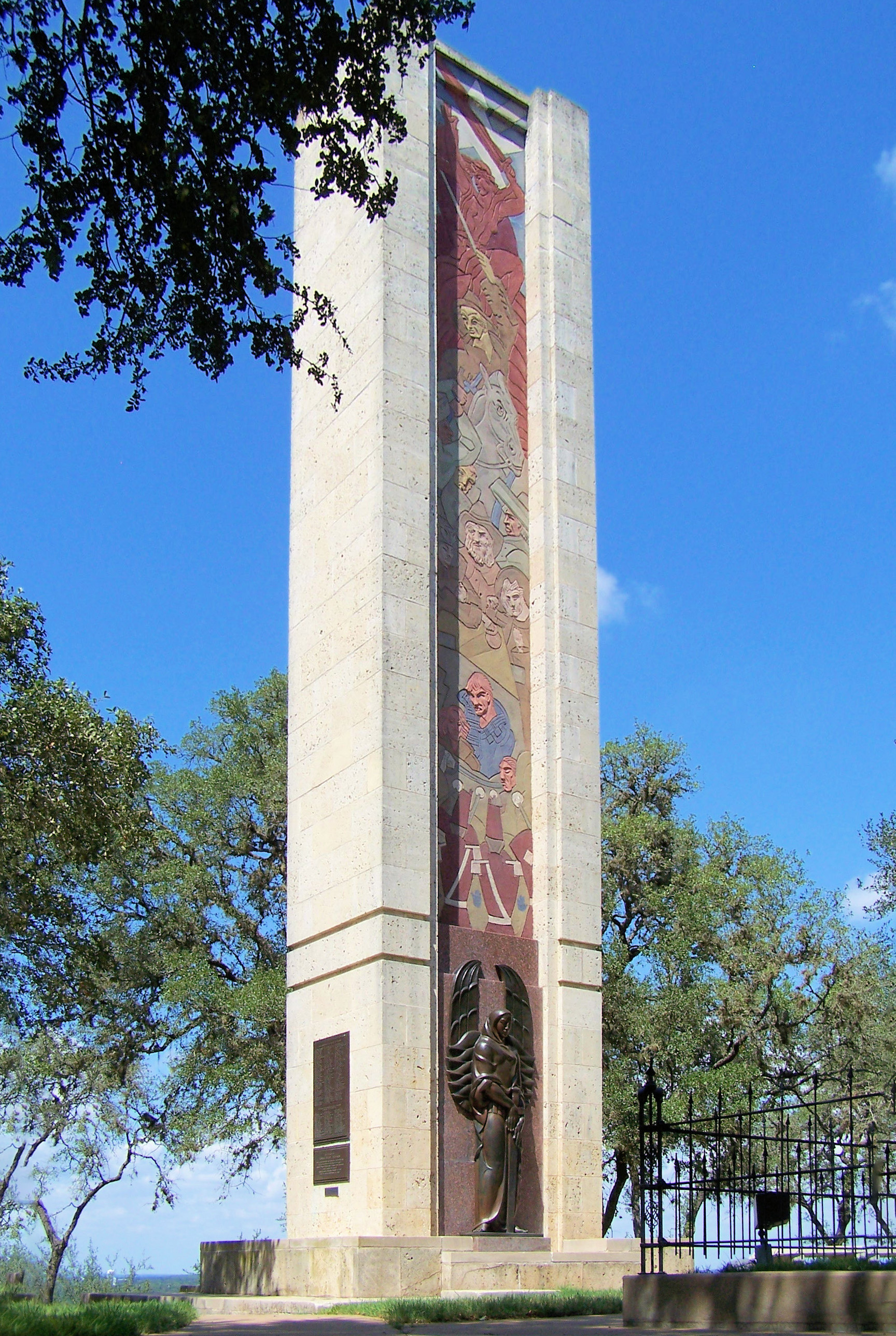
Monument Hill and Kreische Brewery

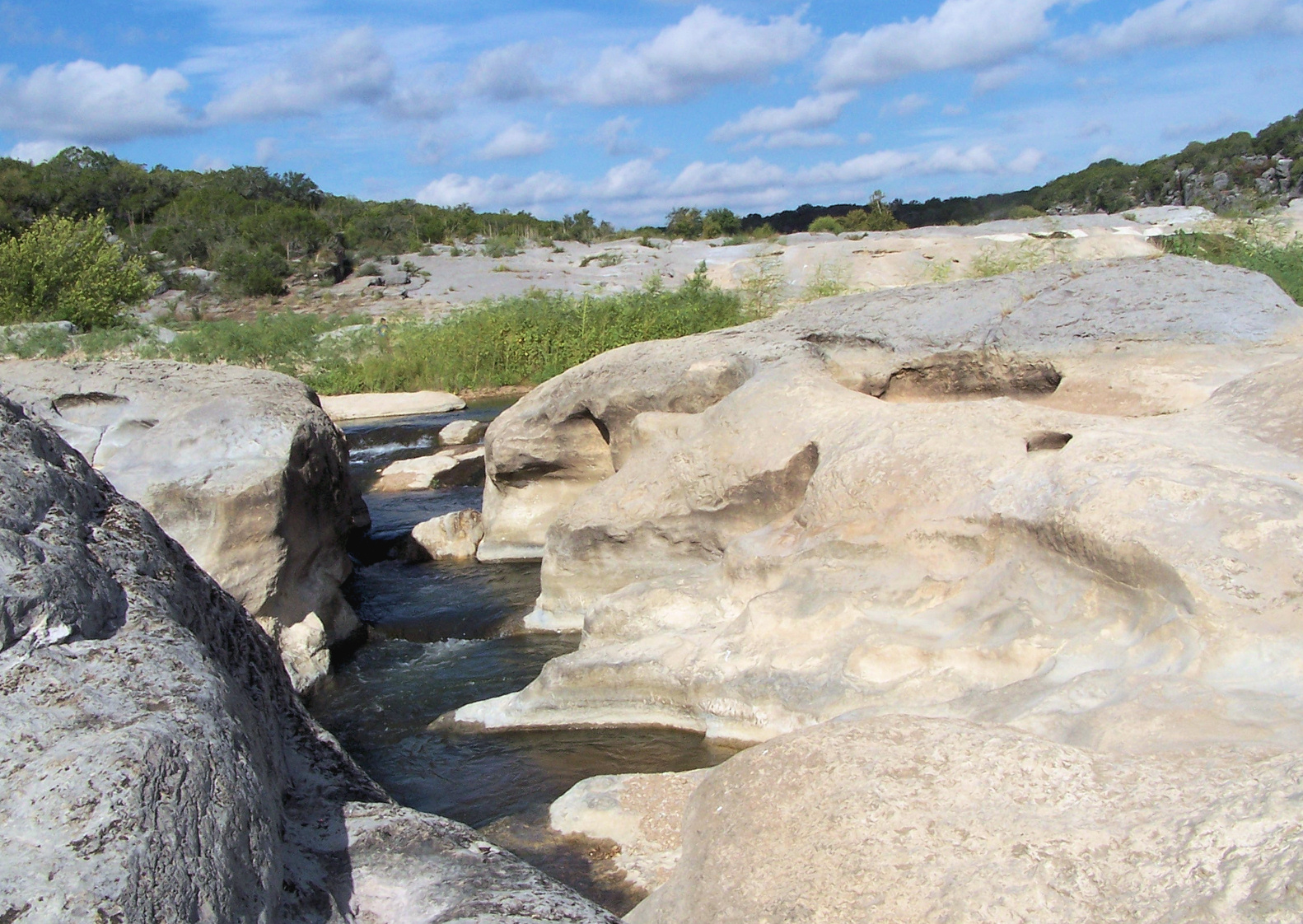
Pedernales Falls

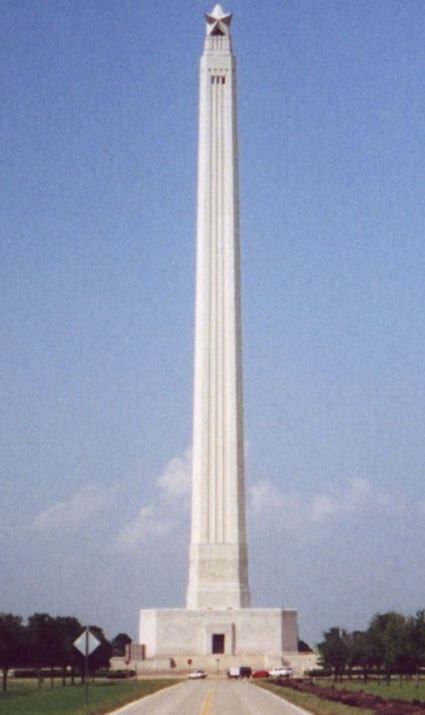
San Jacinto Battleground

Liste des parcs d'État du Texas aux États-Unis d'Amérique par ordre alphabétique. Ils sont gérés par le Texas Parks and Wildlife Department.
- Abilene
- Acton
- Admiral Nimitz et Musée national de la guerre du Pacifique
- Atlanta
- Balmorhea
- Barrington Living History
- Barton Warnock
- Bastrop
- Battleship TEXAS
- Bentsen-Rio Grande Valley
- Big Bend Ranch
- Big Spring
- Blanco
- Bonham
- Brazos Bend
- Buescher
- Caddo Lake
- Caddoan Mounds
- Caprock Canyons
- Casa Navarro
- Cedar Hill
- Choke Canyon
- Cleburne
- Colorado Bend
- Confederate Reunion Grounds
- Cooper Lake
- Copper Breaks
- Daingerfield
- Davis Mountains
- Devils River
- Devil's Sinkhole
- Dinosaur Valley
- Eisenhower
- Eisenhower Birthplace
- Enchanted Rock
- Estero Llano Grande
- Fairfield Lake
- Falcon
- Fannin Battleground
- Fanthorp Inn
- Fort Boggy
- and Historic SiteFort Griffin
- Fort Lancaster
- Fort Leaton
- Fort McKavett
- Fort Parker
- Fort Richardson and Lost Creek Reservoir State Trailway
- Franklin Mountains
- Fulton Mansion
- Galveston Island
- Garner
- Goliad
- Goose Island
- Government Canyon
- Guadalupe River
- Hill Country
- Honey Creek
- Hueco Tanks
- Huntsville
- Inks Lake
- Kickapoo Cavern
- Lake Arrowhead
- Lake Bob Sandlin
- Lake Brownwood
- Lake Casa Blanca International
- Lake Colorado City
- Lake Corpus Christi
- Lake Livingston
- Lake Mineral Wells
- Lake Somerville
- Lake Tawakoni
- Lake Texana
- Lake Whitney
- Landmark Inn
- Lipantitlan
- Lockhart
- Longhorn Cavern
- Lost Creek Reservoir
- Lost Maples
- Lyndon B. Johnson
- Magoffin Home
- Martin Creek Lake
- Martin Dies, Jr.
- Matagorda Island
- McKinney Falls
- Meridian
- Mission Rosario
- Mission Tejas
- Monahans Sandhills
- Monument Hill and Kreische Brewery
- Mother Neff
- Mustang Island
- Palestine
- Palmetto
- Palo Duro Canyon
- Pedernales Falls
- Port Isabel Lighthouse
- Possum Kingdom
- Purtis Creek
- Ray Roberts Lake
- Resaca de la Palma
- Rusk
- Sabine Pass Battleground
- Sam Bell Maxey House
- San Angelo
- San Felipe
- San Jacinto Battleground
- Sea Rim
- Sebastopol House
- Seminole Canyon
- Sheldon Lake
- South Llano River
- Starr Family Home
- Stephen F. Austin
- Texas State Railroad
- Tyler
- Varner-Hogg Plantation
- Village Creek
- Washington-on-the-Brazos
- Zaragosa Birthplace